# Andrespol (gmina)
Pour les articles homonymes, voir Andrespol.
Andrespol est une gmina (commune) rurale (gmina wiejska) du powiat de Łódź-est, dans la Łódź, dans le centre de la Pologne.
Son siège administratif (chef-lieu) est le village d'Andrespol, qui se situe environ 20 km au sud de la capitale régionale Łódź.
La gmina couvre une superficie de 23,77 km2 pour une population de 12 151 habitants en 2012.

## Géographie
La gmina inclut les villages et localités de :
- Andrespol
- Bedoń Przykościelny
- Bedoń-Wieś
- Janówka
- Justynów
- Kraszew
- Nowy Bedoń
- Stróża
- Wiśniowa Góra

### Gminy voisines
La gmina d'Andrespol est voisine de:

la ville de :
- Łódź

et les gminy:
- Brójce
- Brzeziny
- Koluszki
- Nowosolna

## Administration
De 1975 à 1998, le village était attaché administrativement à l'ancienne voïvodie de Piotrków.

Depuis 1999, il fait partie de la nouvelle voïvodie de Łódź.

## Structure du terrain
D'après les données de 2013, la superficie de la commune d'Andrespol de 23,34 kilomètres carrés, répartis comme telle :
- terres agricoles : 27 %
- forêts : 26 %

La commune représente 4,67 % de la superficie du powiat.

## Démographie
Données du 30 juin 2014 :
| Description        | Total  | Total | Femmes | Femmes | Hommes | Hommes |
| ------------------ | ------ | ----- | ------ | ------ | ------ | ------ |
| Unité              | Nombre | %     | Nombre | %      | Nombre | %      |
| Population         | 13 287 | 100   | 6 994  | 52,6   | 6 293  | 47,4   |
| Densité (hab./km²) | 569    | 569   | 299    | 299    | 270    | 270    |